# Andreas I. Imhoff

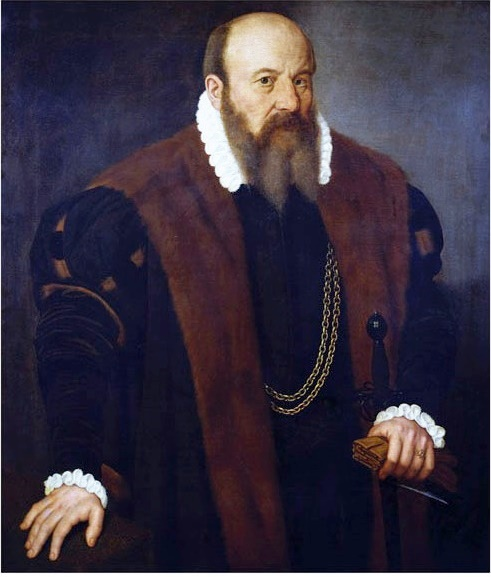
Porträt des Andreas I. Imhoff (Nicolas Neufchâtel)

Andreas I. Imhoff (* 29. November 1491 in Nürnberg; † 24. Oktober 1579 ebenda) war ein deutscher Patrizier, Kaufmann, Bankier und Politiker. Überdies fungierte er als Vorderster Losunger und Reichsschultheiß der Reichsstadt Nürnberg sowie als Verwahrer der Reichskleinodien.

## Leben
Andreas I. Imhoff war der Sohn von Hans V. Imhoff (1461–1522) aus dem alten Rats- und Kaufherrengeschlecht Imhoff und der Ursula Lämmel († 1494), Tochter des Ratsherrn Johann Lämmel. Andreas wuchs in einem weltläufigen Elternhaus heran, sein Vater war enger Freund seiner Ratskollegen Willibald Pirckheimer und Lazarus Spengler sowie der Künstler Albrecht Dürer, Adam Kraft und Eobanus Hessus, die er auch finanziell unterstützte. Andreas’ Bruder Hans VI. († 1526) heiratete Felicitas, die älteste Tochter von Willibald Pirckheimer, deren Sohn Willibald Imhoff (1519–1580) ein großer Kunstsammler werden sollte. Andreas selbst ehelichte Ursula Schlauderspach (1500–1525), Tochter des Ratsherrn Georg Schlauderspach.
Von 1528 bis 1570 leitete Imhoff die Nürnberger Imhoff-Gesellschaft, die europaweit Handels- und Finanzgeschäfte betrieb.
Sein Vater hatte sich, mit Ausnahme eines Devisengeschäfts mit Venedig, im Wesentlichen auf den Warenhandel konzentriert, während die Augsburger Niederlassung Finanzgeschäfte betrieb. 1513 kam zu den traditionellen Handelsobjekten des Hauses Imhoff das Mansfelder Kupfer hinzu, als Andreas’ Schwester sich mit Christoph Fürer vermählte. Die Firma besaß in zahlreichen anderen europäischen Städten Niederlassungen. Der Handel mit Safran begann gegenüber dem angestammten Warensortiment zu dominieren. 1510 gründeten die Imhoff eine Faktorei zum Absatz des italienischen Safrans in Bari, wohin ein Bruder Hans’ V., Ludwig (1466–1533), gezogen war.
Andreas und sein Vater schlossen mit den Nürnberger Welsern ein Einkaufskartell. 1505/06 beteiligten sich drei Imhoffs, die Hirschvogel und die Welser in Form einer Expedition an der ersten Handelsfahrt oberdeutscher Kaufleute nach Indien. Unter der Leitung von Andreas wurde die daraufhin folgende Umorientierung vom reinen Ost- und Orienthandel zum überwiegenden West- und Überseehandel abgeschlossen. Ab 1540 engagierten sich die Imhoff verstärkt in Geldgeschäften, vor allem mit Krediten an die französische, portugiesische und spanische Krone sowie an die Herzöge von Bayern und anderen erhielt Philipp II. von Spanien 1547 von Imhoff einen Kredit in Höhe von 26 300 Livres und Herzog Albrecht von Bayern 1554 einen von 15 000 Goldgulden.
56 Jahre gehörte Imhoff dem Rat der Stadt Nürnberg an. 1523 wurde er zum „Jungen Bürgermeister“ berufen, 1530 sogar zum „Älteren Bürgermeister“, eine Auszeichnung, die bis zu diesem Zeitpunkt einem 39-Jährigen noch nicht widerfahren war. 1532 verlieh man ihm das Ehrenamt eines Stadtsiegelbewahrers. Seit 1544 war er 2. Losunger (Steuerherr, Stadtkämmerer). Im gleichen Jahr wurde er zum „Dritten obersten Hauptmann“ gewählt. Er hatte das Kriegswesen zu leiten und begann sogleich mit der Verbesserung der städtischen Befestigungen. Ebenfalls 1544 erhob man ihn zum „Zweiten obersten Hauptmann“. In seine Amtszeit fällt auch die Errichtung der Akademie in Altdorf, der er eine stattliche Geldsumme stiftete. Im Alter von 73 Jahren wurde er Erster Losunger.

## Literatur

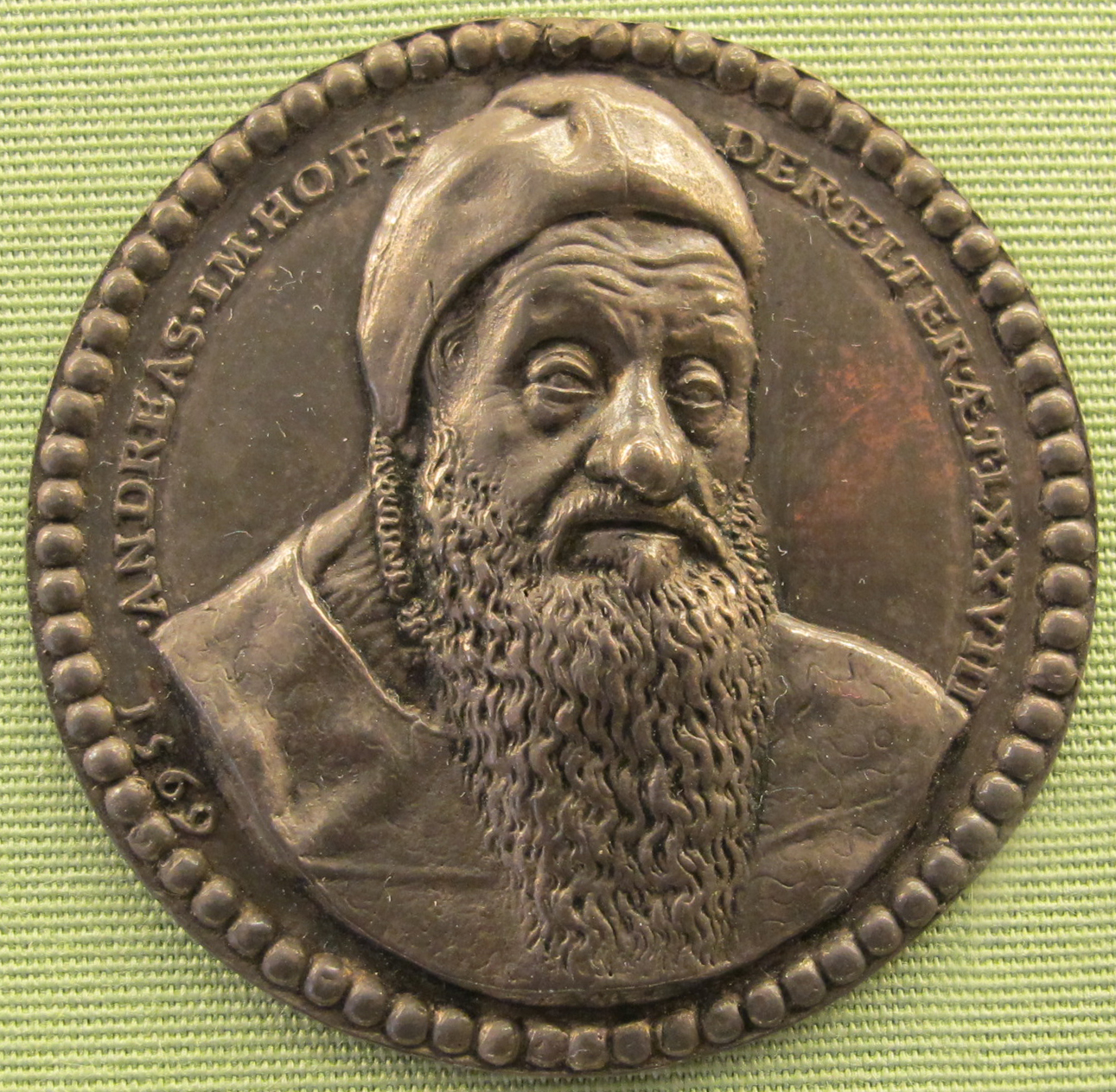
Medaille mit einem Porträt des Andreas I. Imhoff (Valentin Maler)